# Гаррі Джексон
Гаррі Джексон (англ. Harry Jackson, прибл. 1861–?) — перша особа, засуджена у Великій Британії на основі доказів відбитків пальців.

## Біографія
27 червня 1902 року в будинку в районі Денмарк-Гілл, Лондон, сталася крадіжка, під час якої було викрадено кілька більярдних куль. Слідчий помітив відбитки пальців на свіжопофарбованому підвіконні, через яке, ймовірно, злодій проник у будинок. Він негайно звернувся до Бюро відбитків пальців столичної поліції, і детектив-сержант Чарльз Стоклі Коллінз прибув на місце злочину. Коллінз дослідив відбитки і визначив, що найчіткіший слід залишив великий палець лівої руки. Переконавшись, що відбитки не належать жодному з мешканців будинку, він сфотографував їх.
Повернувшись до Бюро, Коллінз разом із колегами провів пошук у картотеці відомих злочинців за схожим малюнком відбитків. У результаті було встановлено, що відбитки належать 41-річному робітнику Гаррі Джексону, який нещодавно відбув покарання за крадіжку. Його заарештували і для надійності ще раз зняли відбитки пальців. Нові відбитки порівняли з тими, що були сфотографовані на місці злочину, і вони збіглися.
Оскільки крадіжка зі зломом вимагала судового розгляду присяжними в Олд-Бейлі, Едвард Генрі, помічник комісара Столичної поліції і керівник Відділу кримінальних розслідувань, прагнув забезпечити успіх цієї справи. Як розробник системи класифікації відбитків пальців Генрі і засновник Бюро відбитків пальців, він розумів, що лише найпереконливіший прокурор зможе подолати упередження консервативних англійських суддів і скептично налаштованих присяжних. Для цього він обрав Річарда Мюїра, прокурора, відомого своєю ретельністю та вимогливістю.
Генрі доручив Коллінзу протягом чотирьох днів ознайомити Мюїра з технікою ідентифікації відбитків пальців. Мюїр настільки переконався у цінності цього методу, що згодом заявив, що взявся б і за менш надійну справу, якби це допомогло Генрі здобути суспільне визнання його роботи.
Під час судового процесу в Олд-Бейлі Мюїр виконав поставлене завдання: він переконав присяжних у цілковитій надійності відбитків пальців як доказу. У результаті 13 вересня 1902 року Гаррі Джексона визнали винним і засудили до семи років ув’язнення.

## Значення справи
Справа Джексона встановила прецедент щодо допустимості відбитків пальців як доказу в суді. Однак не всі схвалили такий розвиток подій. У листі до газети The Times, підписаному «Обурений магістрат», зазначалося: «Скотленд-Ярд, колись відомий як найкраща поліцейська організація у світі, стане посміховиськом Європи, якщо наполягатиме на пошуку злочинців за дивними гребенями на їхній шкірі».
Про статус Гаррі Джексона як першої особи, заарештованої на основі відбитків пальців, йшлося в четвертому епізоді документального серіалу «Connections 2», створеного Джеймсом Берком.